# Longepierre
Longepierre é uma comuna francesa na região administrativa de Borgonha-Franco-Condado, no departamento Saône-et-Loire. Estende-se por uma área de 12,2 km². Em 2010 a comuna tinha 167 habitantes (densidade: 13,7 hab./km²).